# جسم حلمي
الجسمان الحلميان (بالإنجليزية:Mammillary bodies) هما زوج من الأجسام الصغيرة دائرية الشكل تقع في السطح السفلي للمخ كجزء من الدماغ البيني وتشكل جزءاً من الجهاز الحوفي. يقعان عند نهايات الأقواس الأمامية للقبو الدماغي.
صنف علماء التشريح العصبي الجسمان الحلميان كجزء من تحت المهاد.

## التركيب

### الارتباطات
يرتبط الجسمان الحلميان بأجزاء الدماغ الأخرى ويعملان بمثابة ترحيل للنبضات العصبية القادمة من اللوزة الدماغية والحصين عن طريق السبيل الحلمي المهادي للمهاد.
هذه الدائرة، من اللوزة الدماغية للجسمين الحلميين، ثم للمهاد، تشكل جزءا من دائرة بابيز.

## الوظيفة
يُعتبر الجسمان الحلميان وبروزاتهما على المهاد الأمامي عبر المسلك الحلمي المهادي مهمة للذاكرة العرضية، يؤدي تلف نواة الجسم الحلمي الإنسي إلى عجز في الذاكرة المكانية وذلك وفقًا للملاحظات التي أجريت على الفئران المصابة بآفات في الجسمان الحلميان.

## الأهمية الإكلينيكية
تلف الجسمان الحلميان نتيجة نقص الثيامين
تشمل الأعراض خلل في الذاكرة أو ما يعرف بفقد الذاكرة التقدمي "anterograde amnesia"، مرجحة بأن الجسمان الحلميان قد يكونا ذا أهمية في الذاكرة. تضرر النوى الظهرانية والأمامية للمهاد وتضرر الجسمان الحلميان مرتبط بكثرة بمتلازمات فقدان الذاكرة في البشر.
ضمور الجسم الحلمي موجود في عدد من الحالات مثل التكيسات الغروانية"Colloid cyst" في البطين الثالث، مرض آلزهايمر، الفصام، فشل عضلة القلب وانقطاع النفس النومي.
على الرغم من كل ما سبق، فإن الوظيفة الدقيقة للجسم الحلمي لازالت غير معروفة حتى الآن.

## صور إضافية

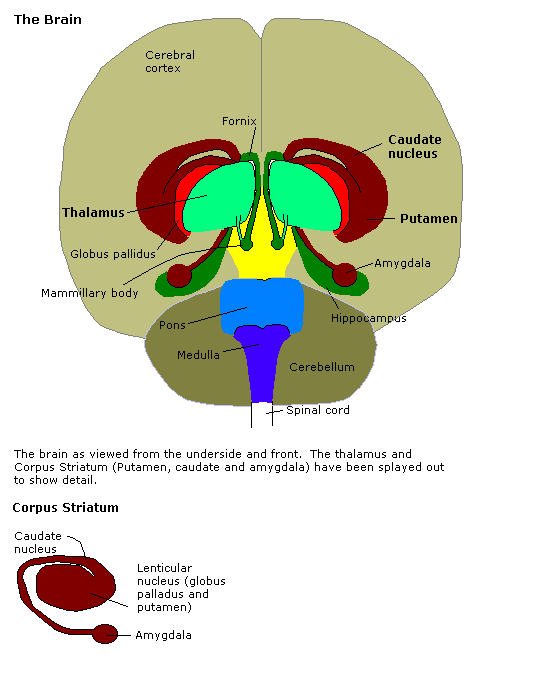
المخ البشري.
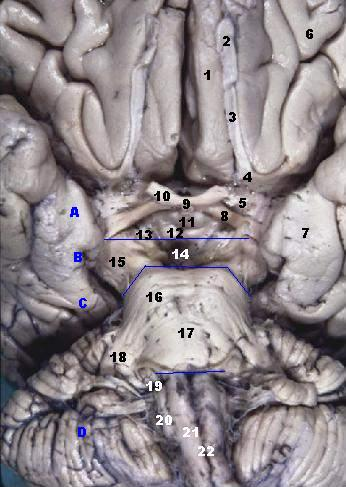
منظر أمامي لجذع الدماغ.
منظر قاعدي لجذع الدماغ.
الجسم الحلمي موضح باللون الأحمر.(animation)
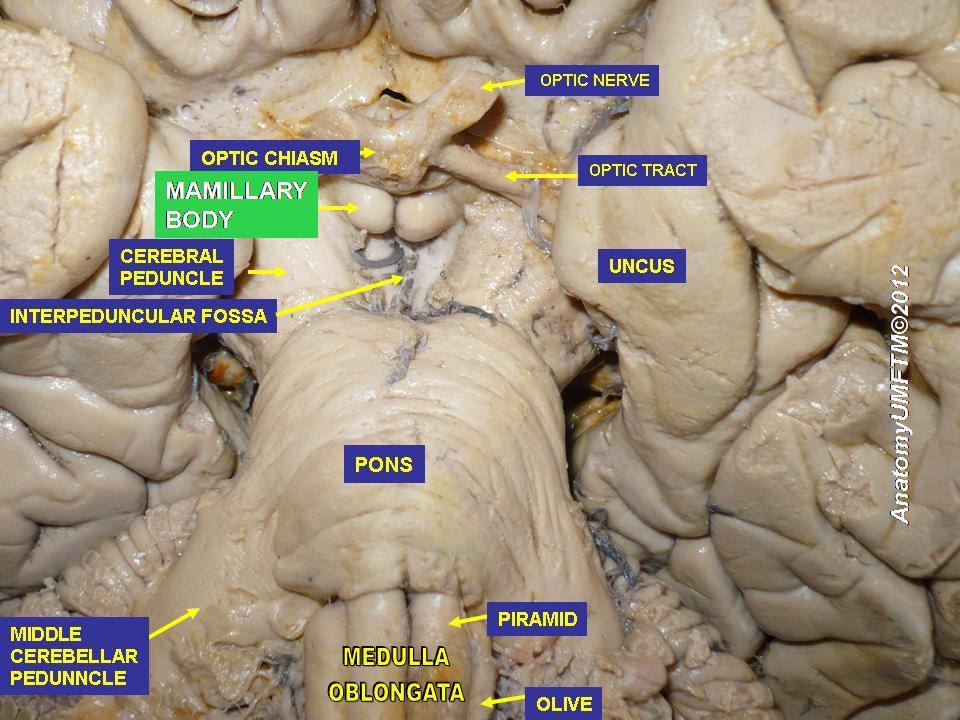
جسم حلمي.
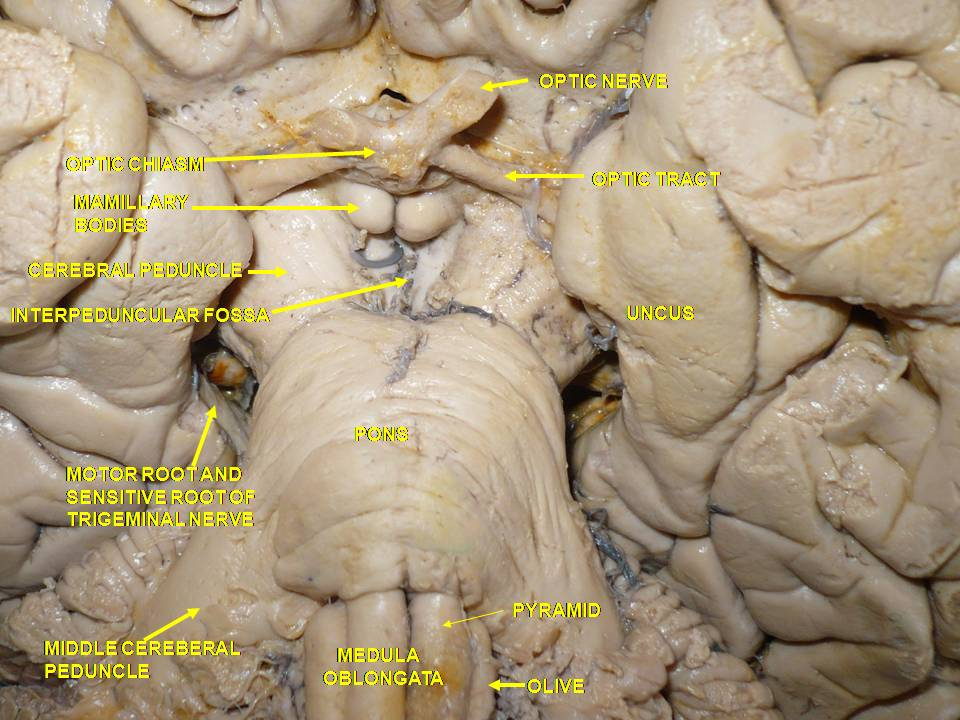
Cerebrum. Deep dissection. Inferior dissection.
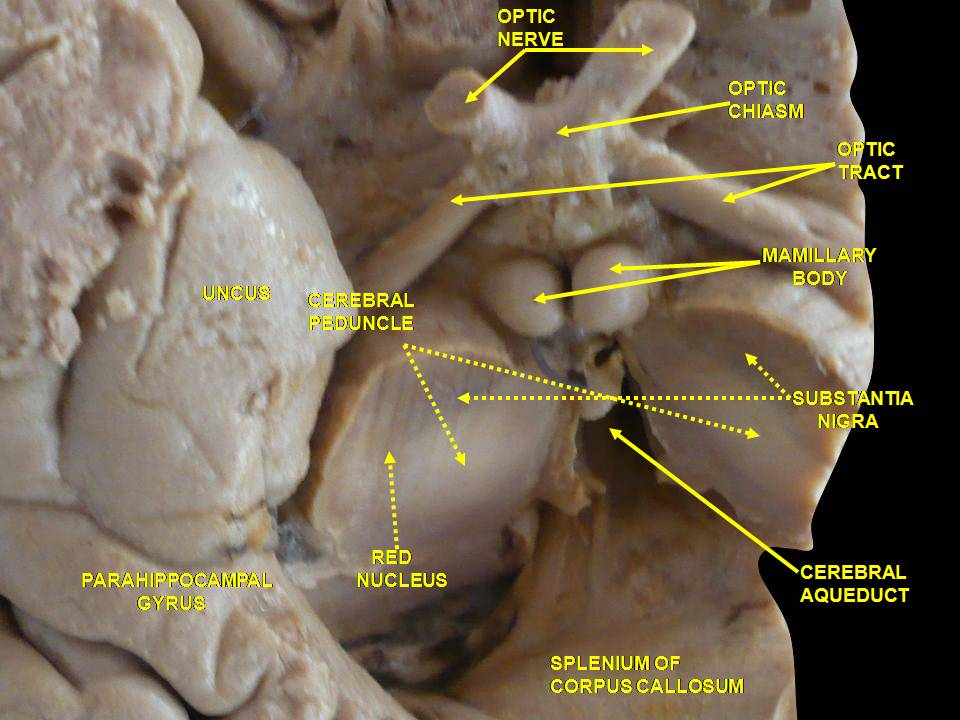
سويقة دماغية، التصالبة البصرية، المسال الدماغي. منظر سفلي. تشريح عميق.
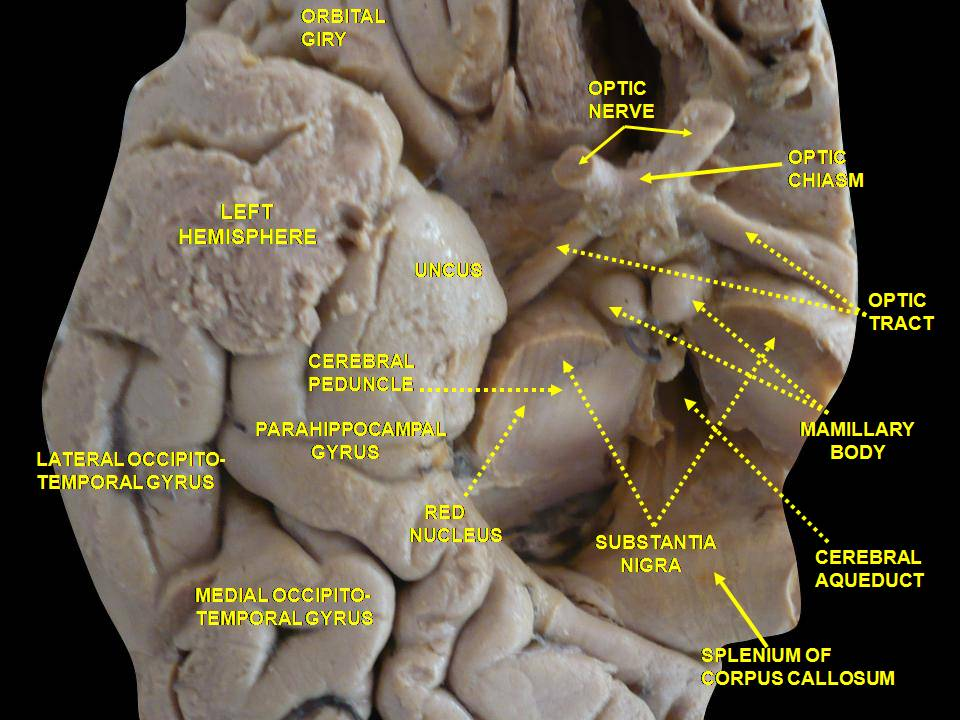
سويقة دماغية، التصالبة البصرية، المسال الدماغي. منظر سفلي. تشريح عميق..
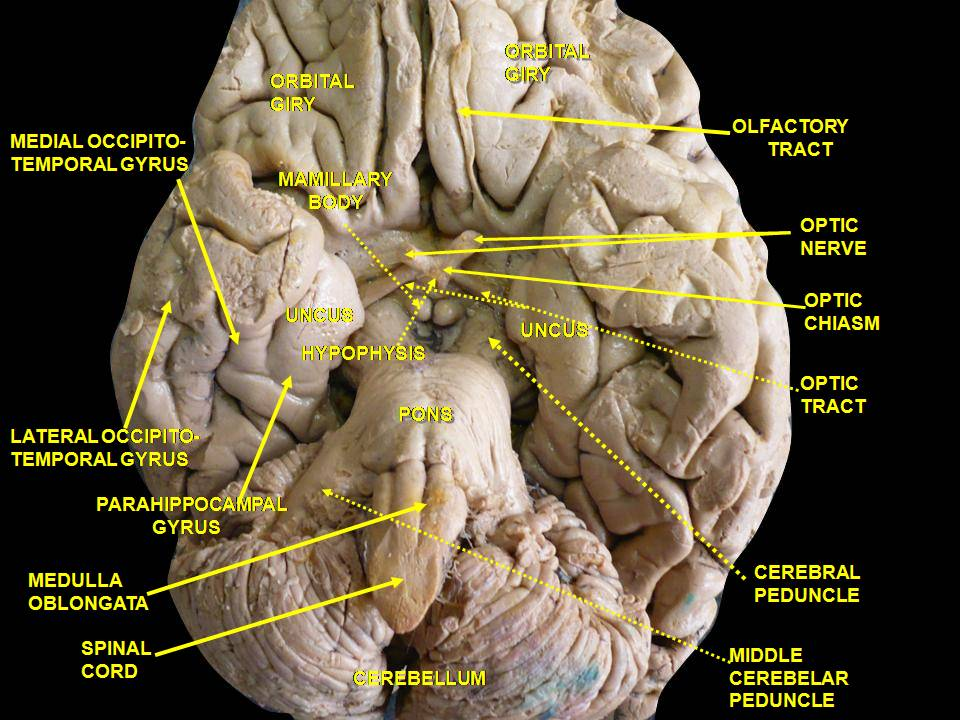
الدماغ. منظر سفلي. تشريح عميق.
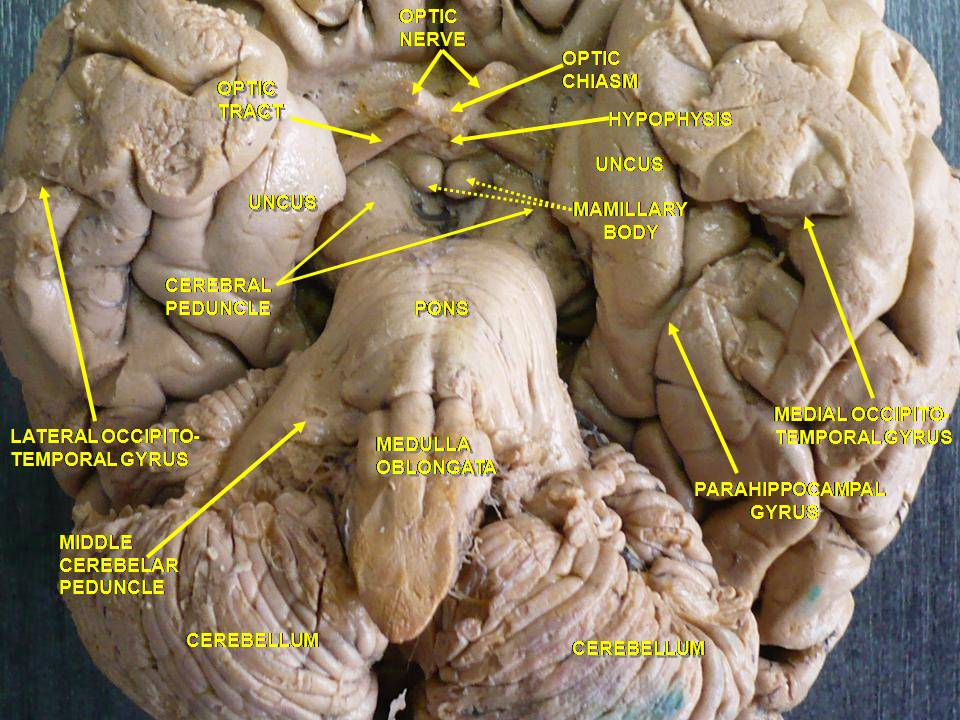
الدماغ. منظر سفلي. تشريح عميق..
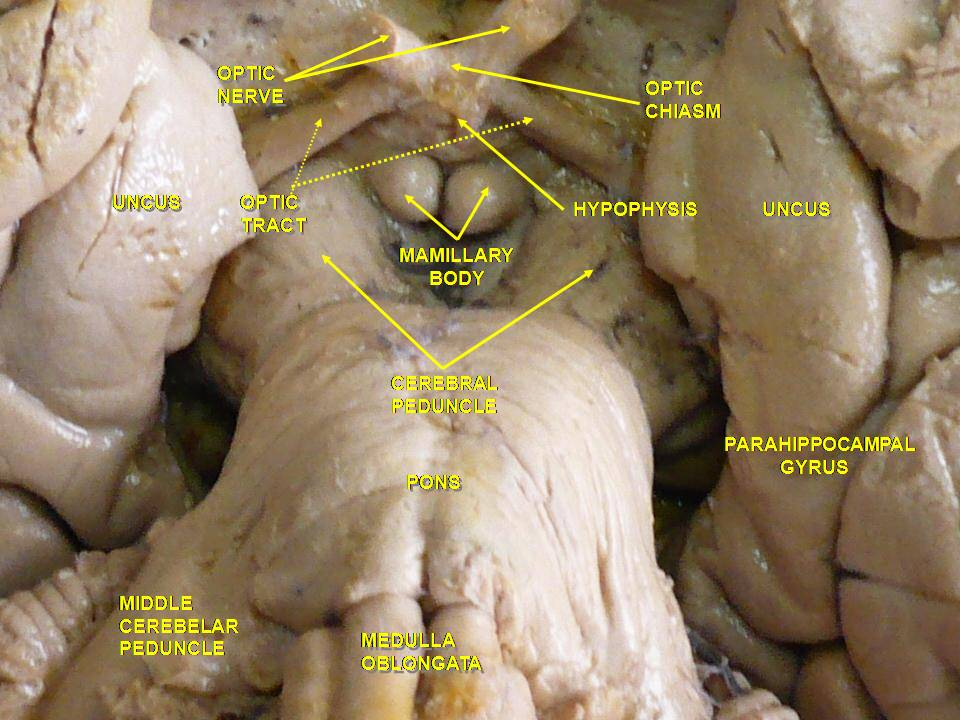
الدماغ. منظر سفلي. تشريح عميق..
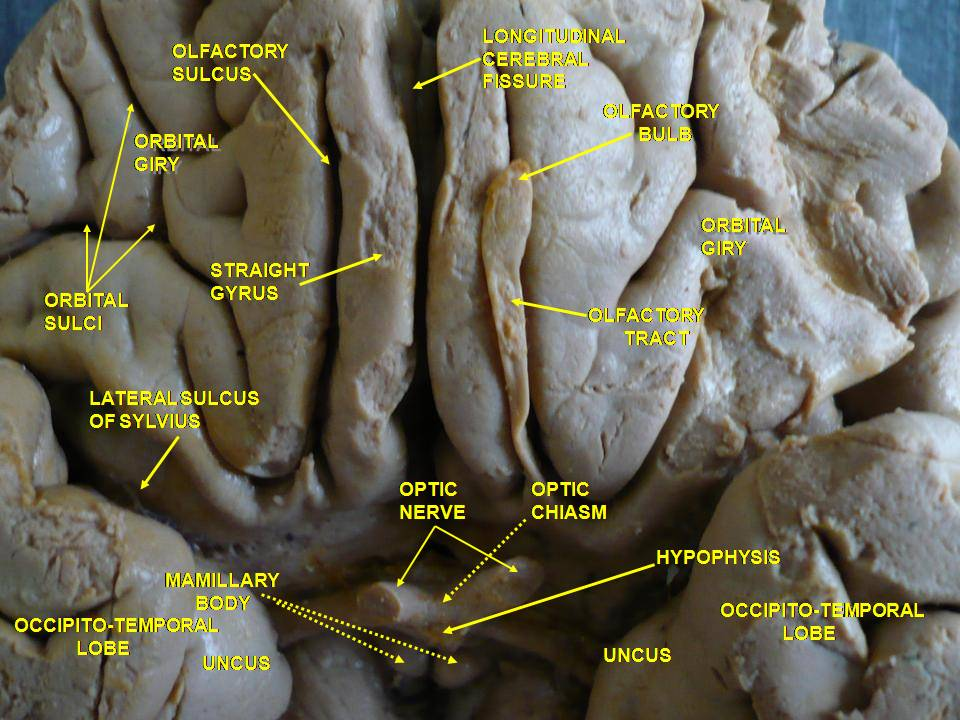
الدماغ. العصبان القحفيان الشمي والبصري.تشريح عميق.
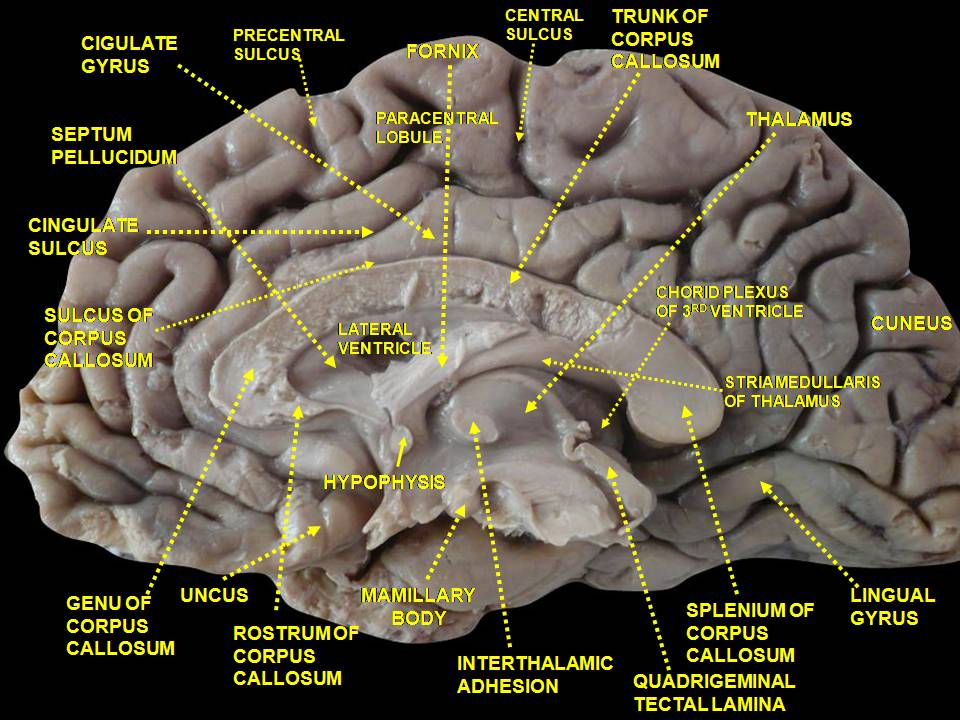
السطح الإنسي لنصف الكرة المخي.منظر إنسي. تشريح عميق.
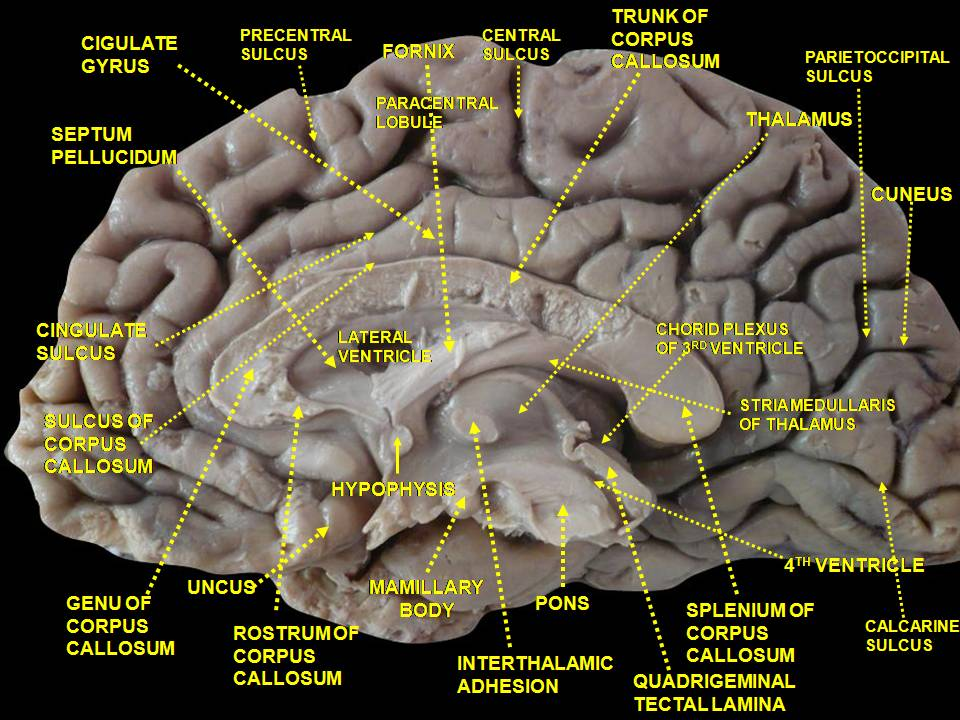
السطح الإنسي لنصف الكرة المخي.منظر إنسي. تشريح عميق.
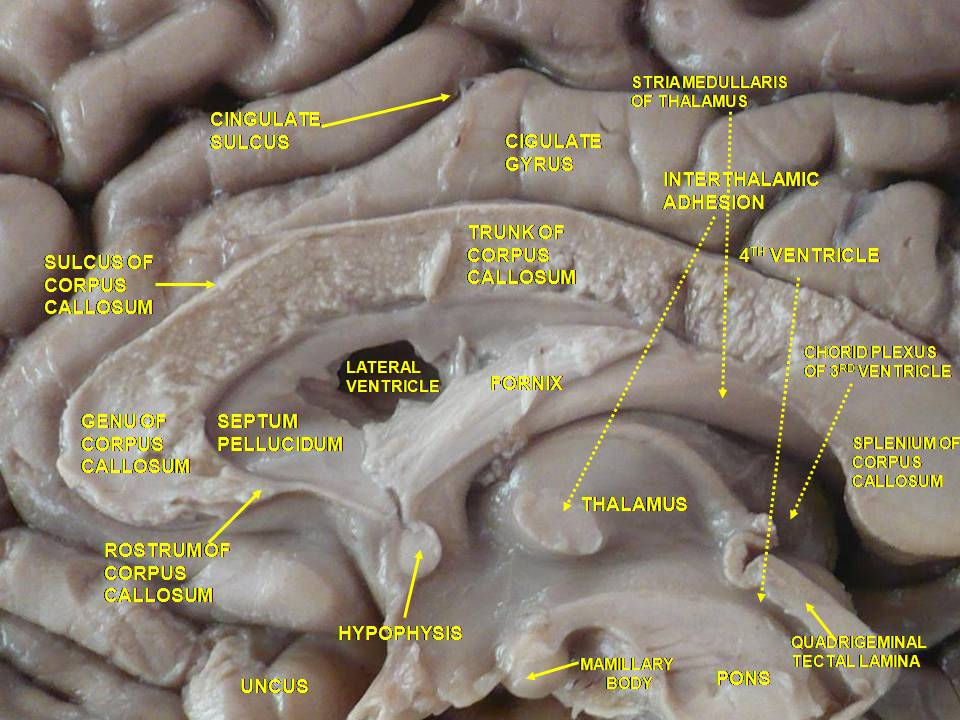
السطح الإنسي لنصف الكرة المخي.منظر إنسي. تشريح عميق.
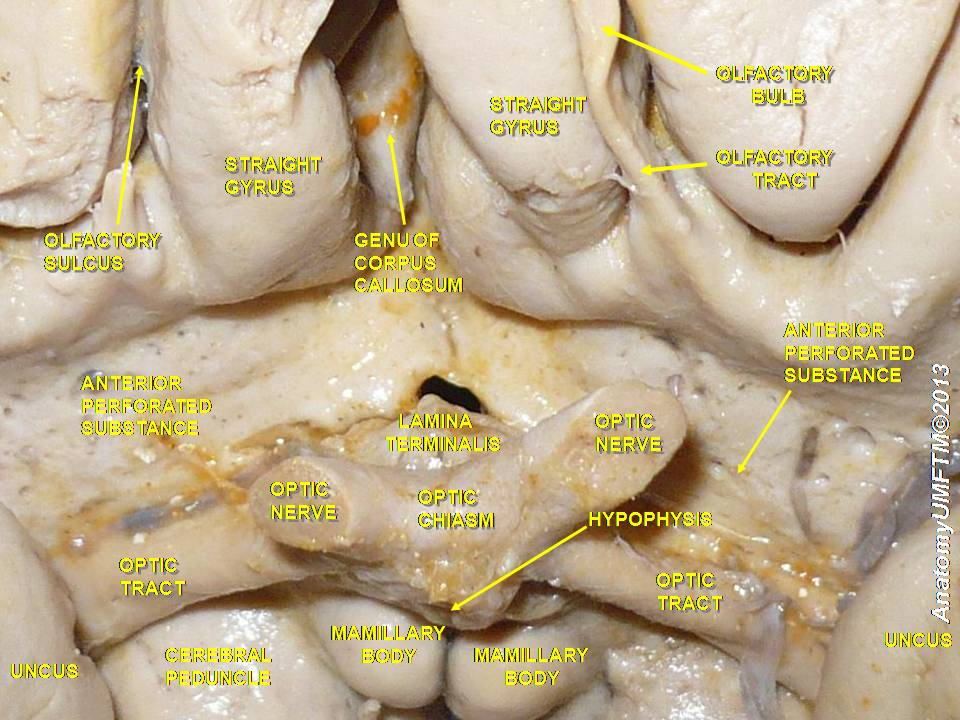
الدماغ. منظر سفلي. تشريح عميق.
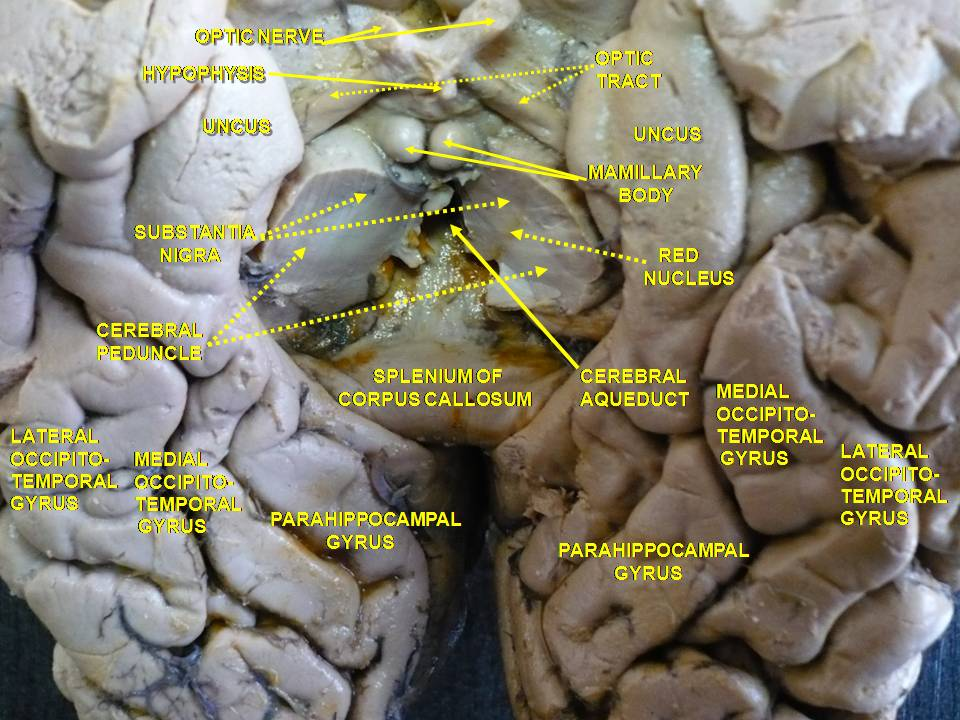
الدماغ. منظر سفلي. تشريح عميق.